# Mahó sódzso
A mahó sódzso (魔法少女; Hepburn: mahou shoujo, ’varázslány’) japán kifejezés, amely elsősorban sódzso animék és mangák egyik altípusát, illetve az ezekben szereplő karaktereket jelöli. A mahó sódzsó kifejezés mellett gyakran használatos az angol magical girl kifejezés is. A hasonló értelmű madzsokko (魔女っ子; Hepburn: majokko, ’boszorkánylány’) kifejezés ritkán és csak Japánban bukkan fel.
A mahó sódzso történetek általános főszereplője egy fiatal lány, aki természetfeletti képességeit a gonosz elleni küzdelemre használja fel, és hogy megmentse a Földet. Képességeinek forrása általában valamilyen tárgy (egy kristály, ékszer stb.), mely segítségével képes átváltozni, így személyazonossága titokban maradhat a történet többi szereplője előtt. A mahó sódzso egyik legismertebb példája a Sailor Moon című sorozat, de szintén közismert például a Cardcaptor Sakura. Az ilyen mangák és animék többsége erősen a sódzsó kategóriába tartozik, de léteznek olyan hentai jellegű alkotások is, amelyekben van mahó sódzso szereplő.

Példa mahó sódzsóra